# (34979) 2173 T-3
2173 T-3 (asteroide 34979) é um asteroide da cintura principal. Possui uma excentricidade de 0.13831030 e uma inclinação de 8.38213º.
Este asteroide foi descoberto no dia 16 de outubro de 1977 por Cornelis Johannes van Houten e Ingrid van Houten-Groeneveld e Tom Gehrels em Palomar.